# Șah și mat!
Șah și mat! este o operă literară scrisă de Ion Luca Caragiale. 